# سانی کاکس (بازیکن فوتبال)
سانی کاکس (انگلیسی: Sonny Cox؛ زادهٔ ۱۱ اکتبر ۲۰۰۴) بازیکن فوتبال اهل بریتانیا است.